# 原田専門家
原田専門家（はらだせんもんか、1974年2月10日 - ）は、日本のグラフィックデザイナー、クリエイター、映像作家。本名：原田 祐二（はらだ ゆうじ）、略称原専（はらせん）。陣内智則のネタの映像制作者。

## 来歴・人物
愛知県出身。愛知県立作手高等学校卒業。
大阪吉本総合芸能学院の11期生で元ピン芸人。同期には陣内智則や中川家、ケンドーコバヤシ、たむらけんじ、ハリガネロック、ハリウッドザコシショウなどがいる。
ピン芸人として活動していたが、一般の観客やテレビカメラの前では披露できないような危険なネタが多かったため、手先の器用さを生かし当時出ていた心斎橋筋2丁目劇場のスタッフとなる。
CGやグラフィックデザインについては美術大学や専門学校に行ったわけではなく独学である。
陣内智則のネタの映像や、baseよしもと当時の芸人のロゴやグッズ、お笑い番組のロゴなどは彼がほとんど手がけている。特に陣内のネタのほとんどが自身の作成で、周囲からは「陣内曰く相方と言っても過言ではない」と言われるほどである。陣内を特集した『ジャスト』（TBS系）に出演した際、陣内に「テレビで映せるような奴と違う」と言われるほど独特のモヒカンヘアーとあごひげが特徴だった。『モヤモヤさまぁ〜ず2』のロケに登場した際には三村マサカズ（さまぁ〜ず）に「陣内の面白い方」と言われた。
家紋を現代風にアレンジした「パ紋」を制作している。
ダイナマイト関西では進行役を勤めていた。
たいへんな猫好きであり、タルちゃん、ワラビ、モモちゃん、菊千代という4匹の猫と暮らしている。
2016年7月30日配信の水道橋博士のメルマ旬報にて「原田専門家とTシャツ連載」というメールマガジンにTシャツプレゼントの連載を開始。
2018年5月5日、水道橋博士が新高円寺にオープンした雑貨屋「はかせのみせ」の店長に就任。水道橋博士とは著書のパ紋の対談でも記されている通り、一度店舗を持つ話があったが実現に至らず、この度の店長就任へと繋がった。

### パ紋の個展の図録による本人の略歴
愛知県の度を超した田舎の農業高校を卒業と同時に芸人を目指して吉本の大阪 NSC（11期生）に入学。同期には、ケンドーコバヤシ、中川家、陣内智則、ハリウッドザコシショウなど。当時の心斎橋筋2丁目劇場のスタッフしか笑わないようなネタをしていて芸人として芽は出ず、劇場のスタッフとして働く。4コマ漫画など蛭子能収に憧れて漫画誌『ガロ』に持ち込みを数度するが、これまたパっとしないまま、劇場スタッフとして働いていた。そこで出会った当時デザイナーであった狩集広洋（現在はアーティストとして活動中）にデザインのいろはを学び、1993年4月から1996年11月まで、2丁目劇場のフリーペーパー『WA CHA CHA PAPER』にて、漫画やコラムなど執筆。1997年にパルコアーバナート#6に「ウサギは三度餅をつく」という5秒のCGアニメで入選。以後、グラフィックデザインやイベントでの映像、テレビ大阪の番組『吉本超合金』などの番組のタイトルCGやロゴなどを制作。また、同期の陣内智則のネタの映像も手掛ける。
ツイッター（twitter ID@haradasenmonka）のアイコンは2010年に放送されたNHK連続テレビ小説『ゲゲゲの女房』の最終週、青木俊直などの漫画家がアイコンをゲゲゲ化仕様にしていたのに乗じたまま現在に至る（個展での図録参照）。

## 受賞歴
- 1997年 - パルコアーバナート#6・入選
- 2016年 - 負けエンブレム展・佳作[3]。

## 主な出演

### テレビ
- 吉本超合金K・ケンコバ大王（テレビ大阪）2002年10月～2003年3月
- やじうまテレビ（テレビ朝日）2013年3月21日
- めざましテレビ（フジテレビ）2013年4月2日
- 大阪ほんわかテレビ（よみうりテレビ）2013年4月15日
- ポップメイカー（BS朝日）2014年4月5日
- 行列のできる法律相談所（日本テレビ）2014年7月6日
- 東京号泣教室（MXテレビ）2014年10月5日
- はやチャン（TBS）2015年3月3日
- アフロの変 （フジテレビ）2015年5月29日
- ぎゃっぷ人 （日本テレビ）2016年1月11日
- 王様のブランチ（TBS）2018年8月4日
- The Gift　（日本テレビ）2018年9月10日
- モヤモヤさまぁ〜ず2（テレビ東京）2018年9月23日

## 著書
- 2017年 - 『パ紋』（グラフィック社）

### 新聞
- 東京新聞 2013年3月19日
- 中日新聞（三河版） 2015年6月22日